# Wyliczanka (film 1998)
Wyliczanka – amerykański film fabularny z 1998 roku w reżyserii Roberta Pattona-Spruilla.

## Obsada
- David Caruso jako Hobbs
- Linda Fiorentino jako Natalie
- John Leguizamo jako Chino
- Ving Rhames jako Pike
- Donnie Wahlberg jako Booker
- Forest Whitaker jako Crane
- Michael Corrigan jako Oficer ochrony 1